# Autonome Region Assab

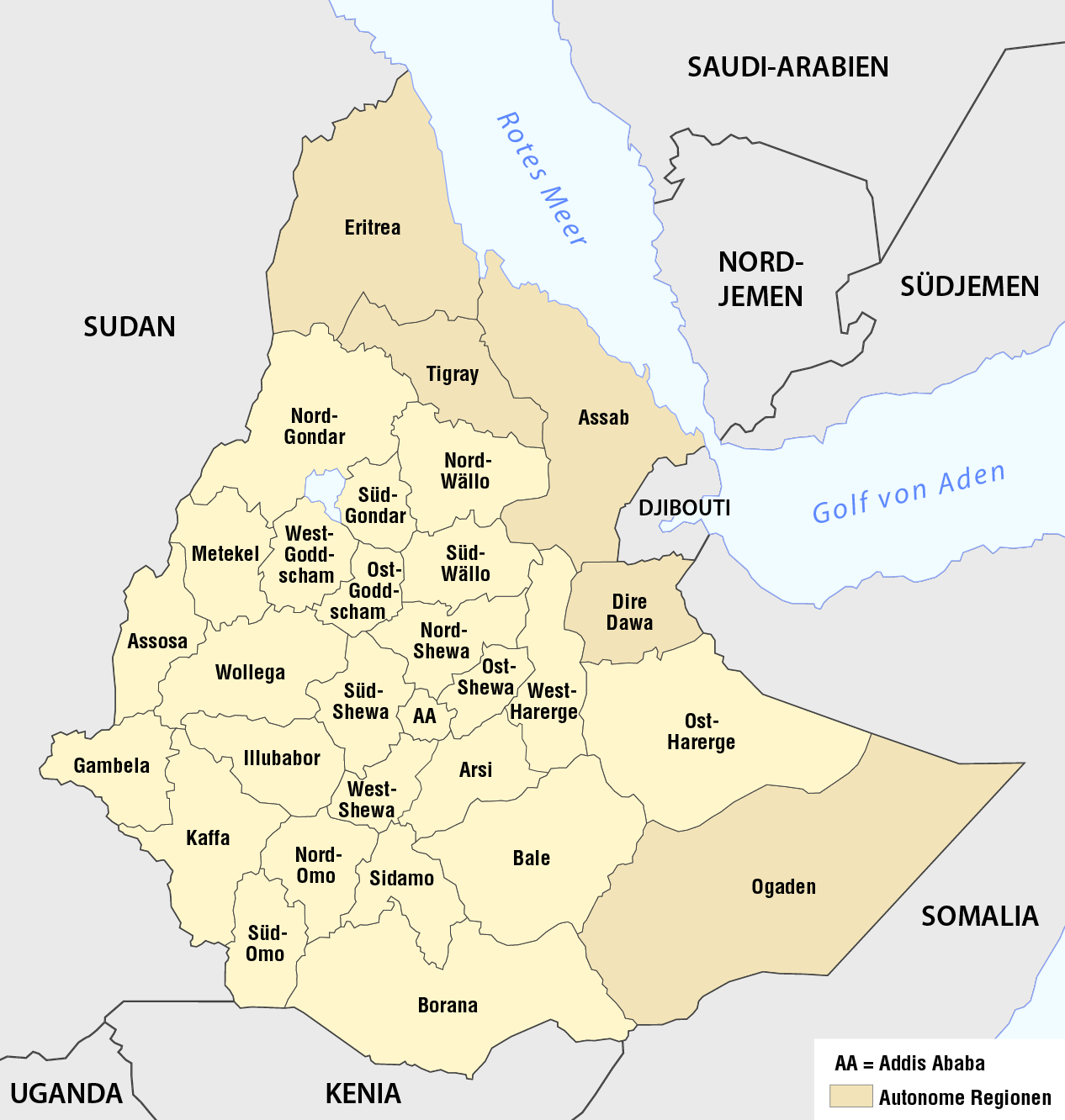
Die Regionen Äthiopiens 1987–1991

Die Autonome Region Assab bestand 1987–1991 als autonome Region in Äthiopien. Sie war nach der Hafenstadt Assab benannt und umfasste die zu Äthiopien gehörenden Gebiete der Volksgruppe der Afar.

## Geschichte
Die von Afar bewohnten Gebiete innerhalb Äthiopiens waren nach dem Zweiten Weltkrieg auf die Provinzen Eritrea, Tigray, Wollo, Shewa und Hararge aufgeteilt worden. Afar protestierten seit den 1960er Jahren vergeblich für eine Vereinigung und Autonomie ihrer Gebiete.
Mit der Verfassung von 1987, die Äthiopien zur Demokratischen Volksrepublik Äthiopien machte, wurde die Autonome Region Assab als eine von fünf autonomen Regionen geschaffen. Die Einrichtung der autonomen Regionen war ein Versuch des Mengistu-Regimes, auf die Rebellionen und Unabhängigkeitsbewegungen in verschiedenen Landesteilen zu reagieren.
Die Gründung der Autonomen Region Assab sollte die Loyalität der Afar zu Äthiopien stärken. Die Afar, die selbst nicht nach Unabhängigkeit strebten und hierfür auch zu wenig politische und militärische Macht besaßen, sollten sowohl gegen die Unabhängigkeitsbewegung in Eritrea als auch gegen Gebietsansprüche Somalias (vgl. Groß-Somalia) eingebunden werden. Insbesondere sollte auch Äthiopiens Kontrolle über den strategisch und wirtschaftlich wichtigen Hafen Assab gesichert werden, indem dieser von der vorherigen Provinz Eritrea getrennt wurde (das übrige Eritrea bildete neu die Autonome Region Eritrea).
Nach dem Sturz Mengistus im Mai 1991 wurde die Autonome Region Assab aufgelöst, und Eritrea wurde in seinen früheren Grenzen wiederhergestellt, während die übrigen äthiopischen Afar-Gebiete als Region Afar eine von neun ethnisch definierten Regionen wurden. 1993 wurde Eritrea einschließlich Assab unabhängig.
Die Afar-Organisation ARDUF/Uguugumo lehnt die Unabhängigkeit Eritreas ab und fordert den Wiederanschluss der eritreischen Afar-Gebiete an Äthiopien.